# Gan Le'ummi Akhziv
Gan Le'ummi Akhziv (hebreiska: גן לאומי אכזיב) är en nationalpark i Israel. Den ligger i distriktet Norra distriktet, i den norra delen av landet.